# Kyffhäuserdenkmal

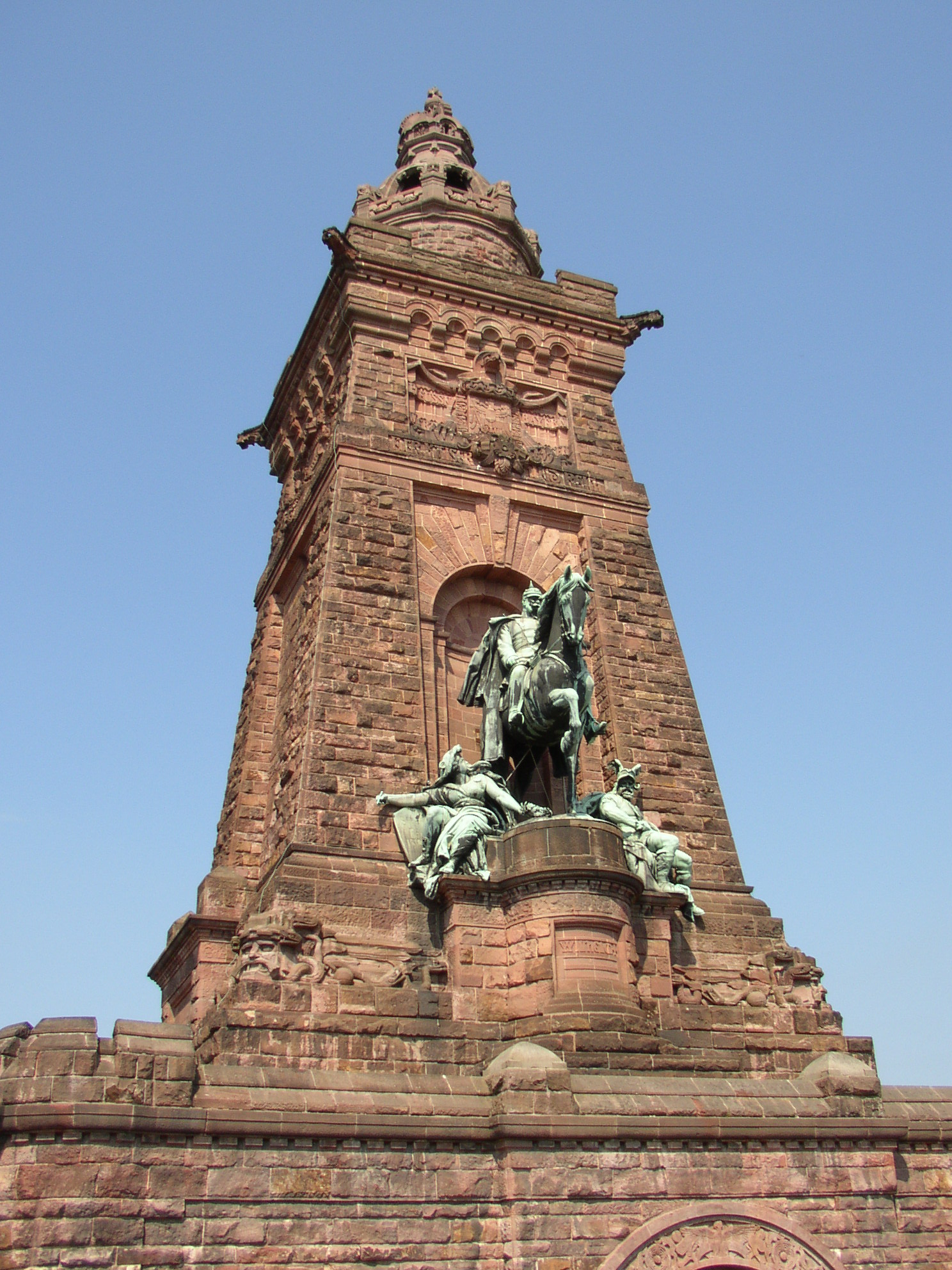
La torre principale e la statua di Guglielmo I di Germania

Il Kyffhäuserdenkmal (letteralmente "monumento di Kyffhausen"), conosciuto anche come Barbarossadenkmal ("monumento di Barbarossa"), fu costruito fra il 1890 e il 1896 presso il castello medievale di Kyffhäuser vicino a Bad Frankenhausen. È il terzo monumento tedesco per grandezza, dopo il Monumento della battaglia delle nazioni (Völkerschlachtdenkmal) costruito per commemorare la Battaglia di Lipsia del 1813 e il Monumento all'imperatore Guglielmo I di Porta Westfalica.

## Geografia
Il monumento, alto 81 metri, si trova nella parte orientale dei monti Kyffhäusergebirge ad un'altezza di circa 420 m al di sotto del picco Kyffhäuserburgberg, 439,7 m. Il sito appartiene a Steinthaleben nel territorio comunale di Kyffhäuserland, circa 6,5 chilometri a nord di Bad Frankenhausen e a sud-ovest di Tilleda nella pianura Goldene Aue.

## Storia

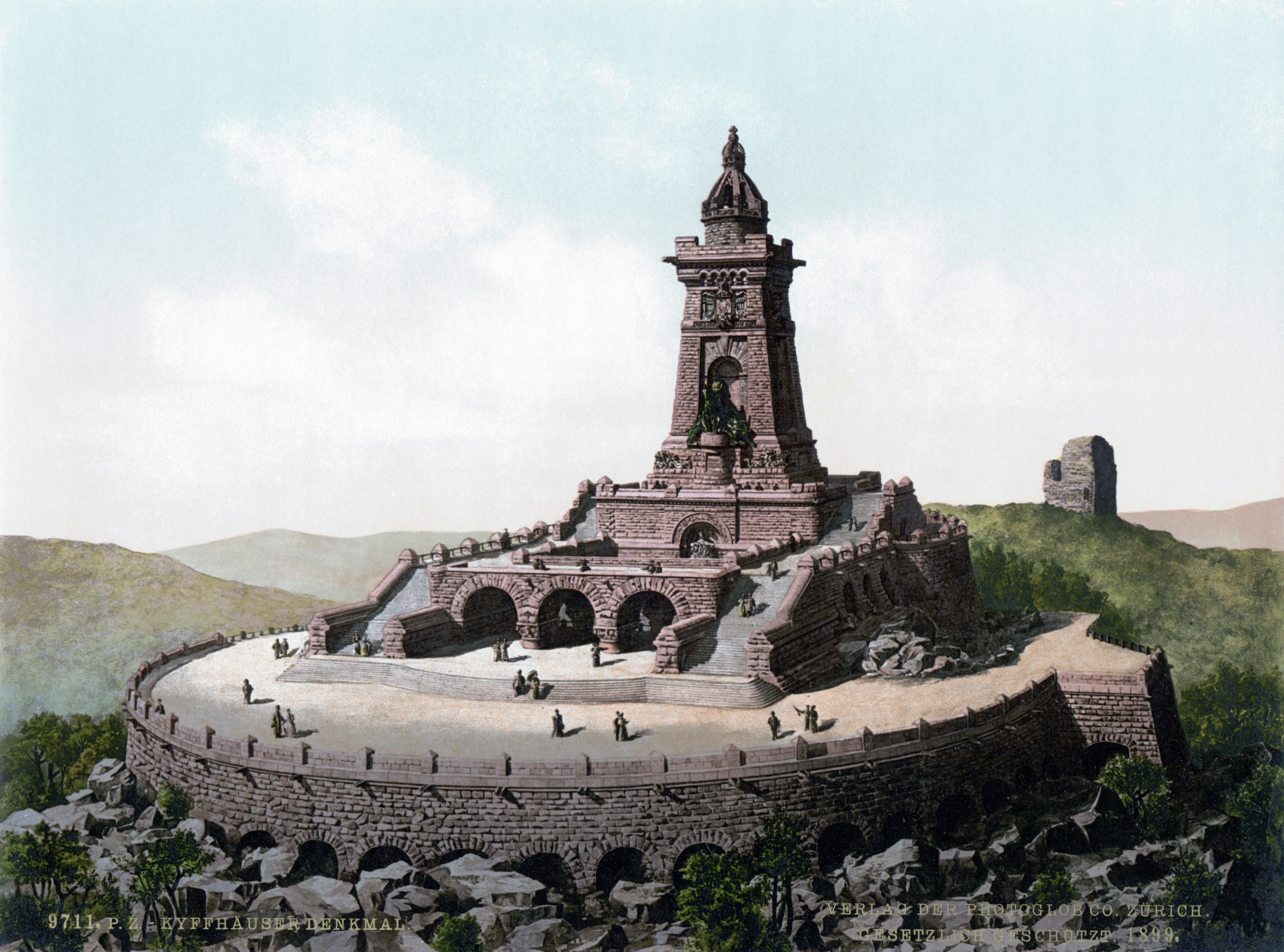
Il monumento nel 1900

Dopo la morte di Guglielmo I, primo imperatore tedesco, nel 1888, numerosi monumenti vennero eretti in suo onore in tutto l'Impero tedesco. Il Monumento di Kyffhausen è stato inizialmente proposto dal XIX secolo dalla Deutscher Kriegerbund (un'associazione di reduci), che poi, sotto il nome di Kyffhäuserbund ha assunto la sua manutenzione dopo il 1900. L'architetto Bruno Schmitz ha elaborato un progetto che si rifaceva alla tradizione di monumenti imponenti come il tempio bavarese Walhalla (tempio), il Hermannsdenkmal nella foresta di Teutoburgo, o il Niederwalddenkmal nei pressi di Rüdesheim.
Il monumento è stato costruito in cima alle rovine del castello imperiale medievale di Kyffhausen, un barone tedesco. Stilisticamente, ricorda i castelli e le fortezze dell'epoca di Hohenstaufen dei secoli XII e XIII.
Il monumento è costituito da una statua in arenaria alta 6,5 m. dell'imperatore Federico Barbarossa di Nikolaus Geiger (1849-1897). Sopra di essa si trova una statua in bronzo dell'imperatore Guglielmo I, alta 11 m, progettata dallo scultore Emil Hundrieser (1846-1911) in stile neo-barocco. Questa composizione esprime il tema del monumento: Guglielmo ha portato a compimento l'unificazione della nazione tedesca che era stata così a lungo desiderata fin dai tempi del Barbarossa.
A dominare il monumento è una torre alta 57 metri sormontata da un'enorme corona imperiale. Una scalinata di 247 gradini, conduce alla sommità della torre, che offre una vista panoramica su tutto il territorio di Kyffhäuser, e le montagne di Harz nel nord e a sud la foresta della Turingia. Un edificio adiacente presenta mostre raffiguranti il Castello medievale di Kyffhausen e la leggenda del Barbarossa.